# Reichle-Stecker

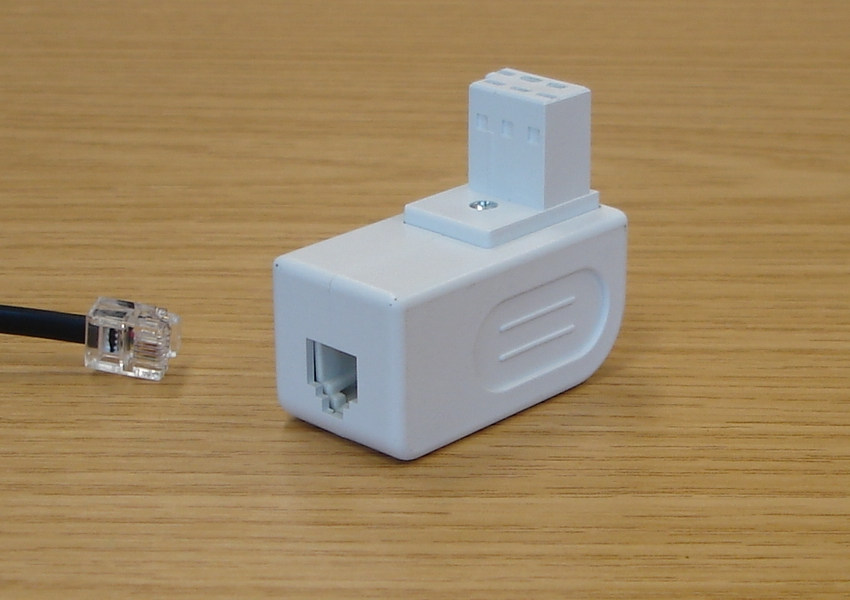
Adapter auf RJ11

Reichle-Stecker ist die umgangssprachliche Bezeichnung für die ehemaligen sechspoligen Schweizer Telefonstecker vom Typ TT87 und TT89 (auch T+T87 und T+T89). TT89 bezeichnet dabei den Winkelstecker, bei dem die Adern eines Flachband-Telefonkabels per Schneidklemmtechnik ohne Werkzeug angepresst werden können, während TT87 der gerade Stecker ist, bei dem die Kontaktstifte mittels eines speziellen Werkzeuges befestigt werden müssen. TT87 kommt vor allem an konfektioniert verkauften Kabeln vor. Die entsprechende Telefondose wird mit TT83 beziehungsweise T+T83 bezeichnet.
Sie sind benannt nach der Firma, die sie entwickelt hat, der Reichle & De-Massari AG.

## Tabellarische Übersicht
| Bezeichnung | Alternative Bezeichnung | Typ                 |
| ----------- | ----------------------- | ------------------- |
| TT83        | T+T83                   | Buchse              |
| TT87        | T+T87                   | Stecker gerade      |
| TT89        | T+T89                   | Stecker abgewinkelt |

## Verdrahtung eines Modem- bzw. Telefonkabels
(Reichle-Stecker ↔ RJ11/RJ14)

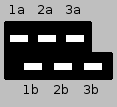
Pinbelegung des Reichle-Steckers, Ansicht von vorne

RJ14-Stecker. Ansicht von vorne.

In der Schweiz ist ein Telefonkabel anders belegt als ein Modemkabel. Der Unterschied kann von aussen nur anhand der Adernfarben erkannt werden.

### Modemkabel (Pin-Belegung)
| Adernfarbe                                                              | Grün | Braun/Blau | Gelb/Violett | Weiß |  |  |
| RJ11-Pin-Nr                                                             | 3    | 4          |              |      |  |  |
| RJ14-Pin-Nr. (gerade)                                                   | 3    | 4          | 2            | 5    |  |  |
| RJ14-Pin-Nr. (gekreuzt)                                                 | 2    | 5          | 3            | 4    |  |  |
| * nur die Anschlüsse 1a und 1b sind für den Modemanschluss erforderlich |      |            |              |      |  |  |

### Telefonkabel (Pin-Belegung)
| Adernfarbe                                                                | Weiß | Blau | Türkis | Violett |  |  |
| RJ14-Pin-Nr. (gerade)                                                     | 2    | 3    | 4      | 5       |  |  |
| RJ14-Pin-Nr. (gekreuzt)                                                   | 4    | 5    | 2      | 3       |  |  |
| * nur die Anschlüsse 1a und 1b sind für den Telefonanschluss erforderlich |      |      |        |         |  |  |